# L'Entre-volets
Albums de La Rumeur
Volet 2 : Le Franc-Tireur
(1998) Volet 3 : Le Bavar & le Paria
(1999)
L'Entre-volets est un album de La Rumeur sorti en 1999.

## Liste des titres
Face A
1. Les écrits restent (Philippe / Soul G-Kool M)
2. Les écrits restent [Instru] (Soul G-Kool M)
3. Les écrits restent [A cappella] (Philippe)

Face B
1. Pas de justice, pas de paix (Hamé / Soul G-Kool M)
2. Pas de justice, pas de paix [Instru] (Soul G-Kool M)
3. Pas de justice, pas de paix [A cappella] (Hamé)